# Getijdenboek van Hendrik VIII

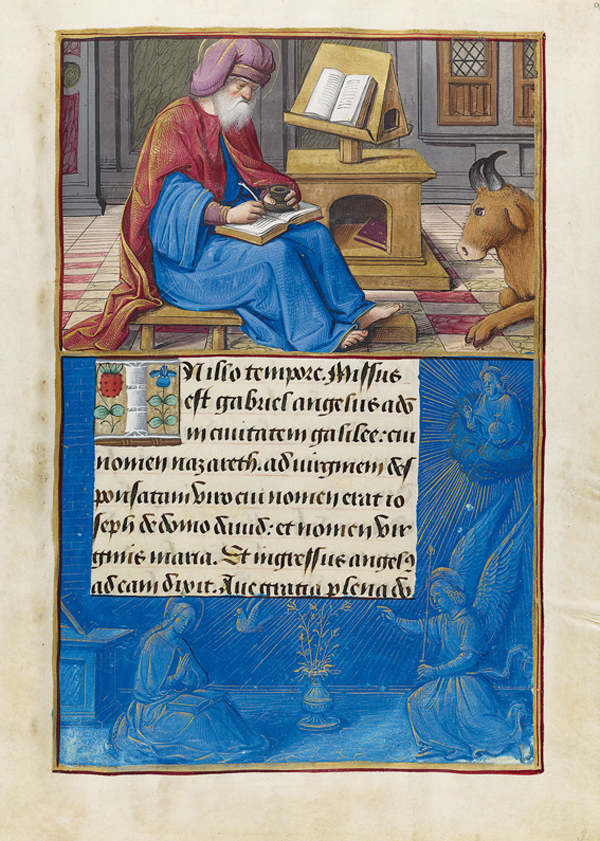
Getijdenboek van Hendrik VIII, f8v, Lucas en Annunciatie

Het Getijdenboek van Hendrik VIII ook het Cumberland getijdenboek genoemd, is een verlucht getijdenboek voor het gebruik van Rome, dat omstreeks 1500 verlucht werd door Jean Poyet (Jean Poyer) in Tours. Het wordt nu bewaard in de Morgan Library & Museum in New York als Ms. H.8. Het kreeg zijn naam naar koning Hendrik VIII van Engeland die het handschrift in zijn bezit zou gehad hebben, maar daar is geen bewijs voor. Er is wel documentatie die aantoont dat het in het bezit was van latere Engelse koningen, onder meer dat het behoorde tot de bibliotheek van George III.

## Geschiedenis
De onwaarschijnlijke veronderstelling dat het handschrift in het bezit was van Hendrik VIII, is gebaseerd op een nota op f200 van George Wade. Hij schrijft daarin dat hij het handschrift kocht uit de bezittingen van Charles Benoit Desmanet van Mons (tot 1723) en dat de traditie wou dat het handschrift een geschenk zou geweest zijn van keizer Karel V aan Hendrik VIII. Via George Wade kwam het handschrift bij koning George II van Engeland terecht, die het aan de Koninklijke Bibliotheek van Hannover schonk. Koning George III nam het mee naar Engeland in 1803, maar nam het mee terug naar Hannover in 1816. Latere eigenaars waren koning George IV,  koning William IV, Ernst Augustus I hertog van Cumberland en koning van Hannover, George V koning van Hannover,  Ernst August van Brunswijk; Ernst Augustus II hertog van Brunswick-Lüneburg (1922), Heinrich Eisemann en Joseph Baer (1930). Daarna werd het door Paul Graupe verkocht aan Dannie Heineman als een geschenk voor zijn vrouw, Hettie (1933). In 1964 werd het werk uitgeleend aan de Heineman Foundation en in 1974 ging het naar de stichting bij erfenis. De Heineman Foundation schonk het aan The Morgan in 1977.

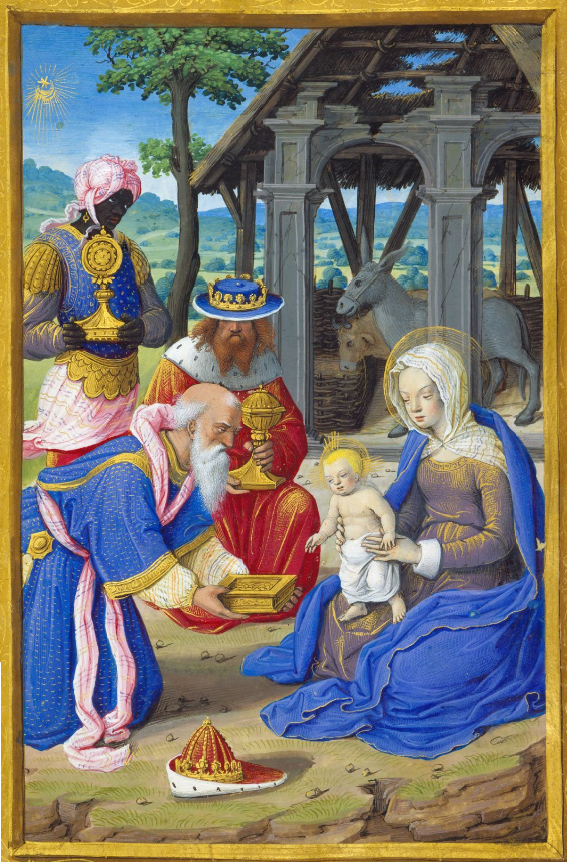
Getijdenboek van Hendrik VIII, f64v, Aanbidding der wijzen

## Beschrijving
Het handschrift bestaat uit 200 perkamenten folia van 256 bij 180 mm. De tekst is geschreven in het Latijn in een kolom met 17 lijnen per bladzijde, in een mooie bastarda. Het tekstblok meet 156 bij 95 mm. De kalender is franciscaans met enkele Parijse elementen. Het boek bevat vijftien grote, negenentwintig halfblad miniaturen en twaalf illustraties in de kalender.

## Inhoud
Het handschrift heeft de klassieke inhoud van een getijdenboek:
- ff 1r-6v: Kalender
- ff 7r-12v: Uittreksels uit de evangelies
- ff 13v-21v: Passieverhaal volgens Johannes
- ff 21v-25r: Obsecro te
- ff 26r-29v : Stabat Mater
- ff 30v-78r: Kleine Officie van Onze Lieve Vrouw
- ff 78v-93r: Variaties op de Mariagetijden voor de advent en andere feestdagen
- ff 94v-101v: Kleine getijden van het Heilig Kruis
- ff 102r-106v: Kleine getijden van de Heilige Geest
- ff 108v-127r: Boetepsalmen
- ff 128r-167v: Dodenofficie
- ff 168v-169v: Gebeden van Gregorius

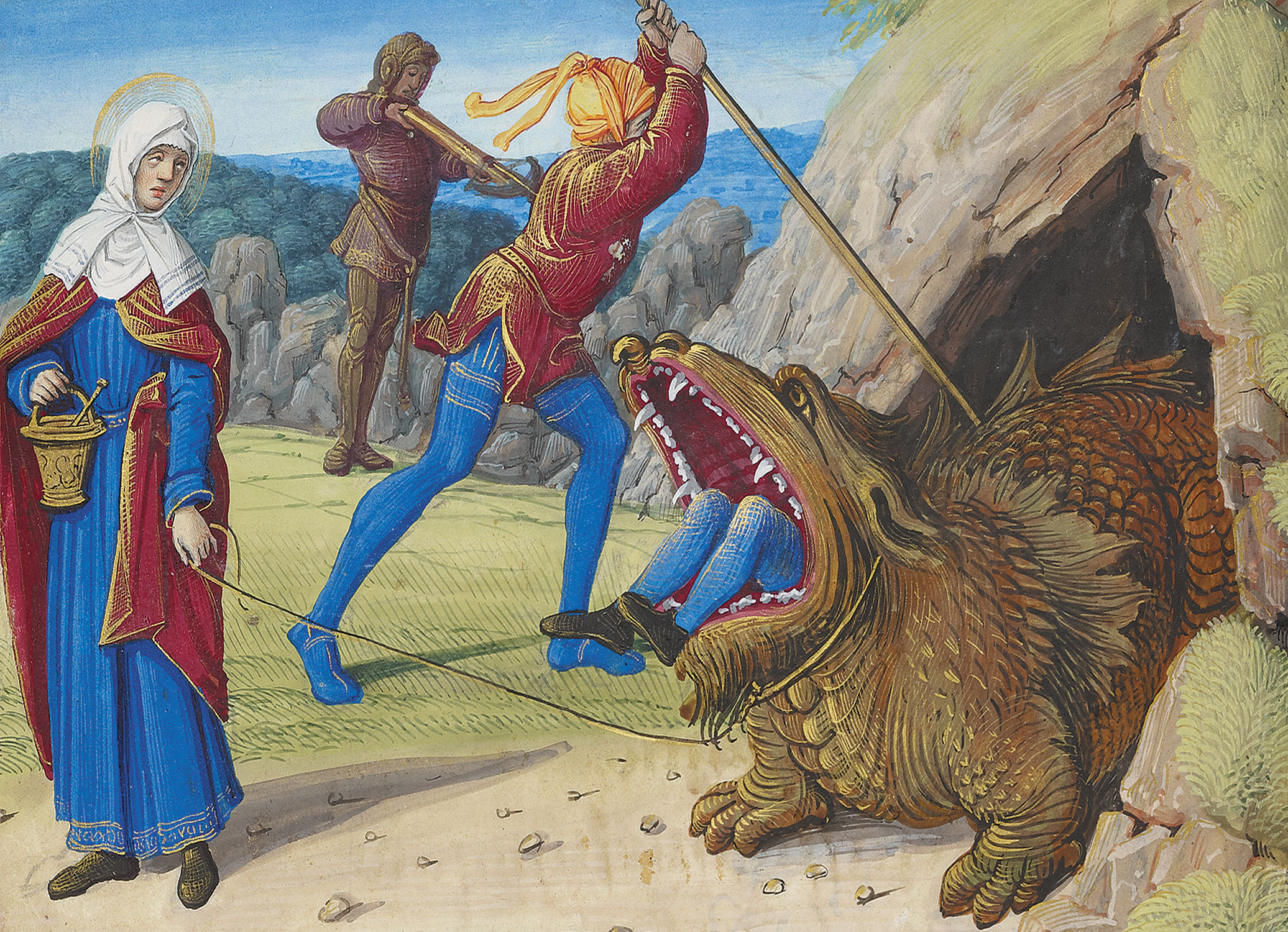
Getijdenboek van Hendrik VIII, f30v, Het temmen van de draak

- ff 170r-193r: Suffragia
- ff 194r-199v: Diverse gebeden

## Verluchting
In de monografie uit 1923 van Raymond Limousin e.a. werden de miniaturen toegeschreven aan Jean Bourdichon. Voor David Mac Gibbon waren ze van de hand van medewerkers uit diens atelier. Paul Durrieu schreef ze dan in 1930 weer toe aan Jean Perréal. De meest recente toewijzing is aan Jean Poyet door François Avril uit 1978. Roger Wieck beschreef het getijdenboek in detail in 1999.
De tekstbladzijden zijn gedecoreerd met versierde initialen van een en twee regels hoog en met lijnvullers. Bij het begin van een sectie (bijvoorbeeld de uren in de getijden) wordt een versierde initiaal van drie regels hoog gebruikt.

### Kalender
De kalender is geschreven op een bladzijde per maand, in twee kolommen. Bovenaan elke bladzijde vindt men een paginabrede miniatuur die de werken of de genoegens van de maand voorstelt. Onderaan in het midden staat een medaillon met het teken uit de dierenriem. Verder zijn in de marges monochroom geschilderde heiligen afgebeeld die in de betrokken maand gevierd werden.

### Evangelie uittreksels
De inleidende bladzijde van elk evangelie uittreksel heeft dezelfde lay-out als de kalenderbladzijden: een blad brede gekleurde miniatuur bovenaan die de evangelist en zijn symbool afbeeldt. De onderzijde van het blad bestaat uit een blad brede monochrome miniatuur met in het midden een tekstblok van acht lijnen, beginnend met een versierde initiaal. De scènes die worden afgebeeld zijn:
- f6v:  Johannes op Patmos met zijn symbool de arend; de marteling van Johannes door keizer Domitianus
- f8v: Lucas schrijvend met voor hem zijn symbool het rund; de annunciatie
- f10v: Mattheus schrijvend met voor hem de engel; de drie wijzen op weg naar Bethlehem
- f11v: Marcus schrijvend met de leeuw aan zijn voeten; Christus verschijnt aan de apostelen na zijn verrijzenis

Het passie evangelie wordt ingeleid met een volbladminiatuur op f13r die de arrestatie van Christus afbeeldt.

### Gebeden
Het Obsecro te wordt afgebeeld met een blad brede miniatuur van de Heilige Familie, met daarboven en eronder een monochrome bladversiering met bovenaan het einde van het passieverhaal en onderaan musicerende engelen.
Ook het Stabat Mater begint met een combinatie van een gekleurde miniatuur, een bewening van Christus en een monochrome kruisafname onderaan.
Een volbladminiatuur met de Madonna met kind wordt bewaard in het Louvre. De verso zijde van de miniatuur bevat de laatste zinnen van het Stabat Mater.

### Mariagetijden

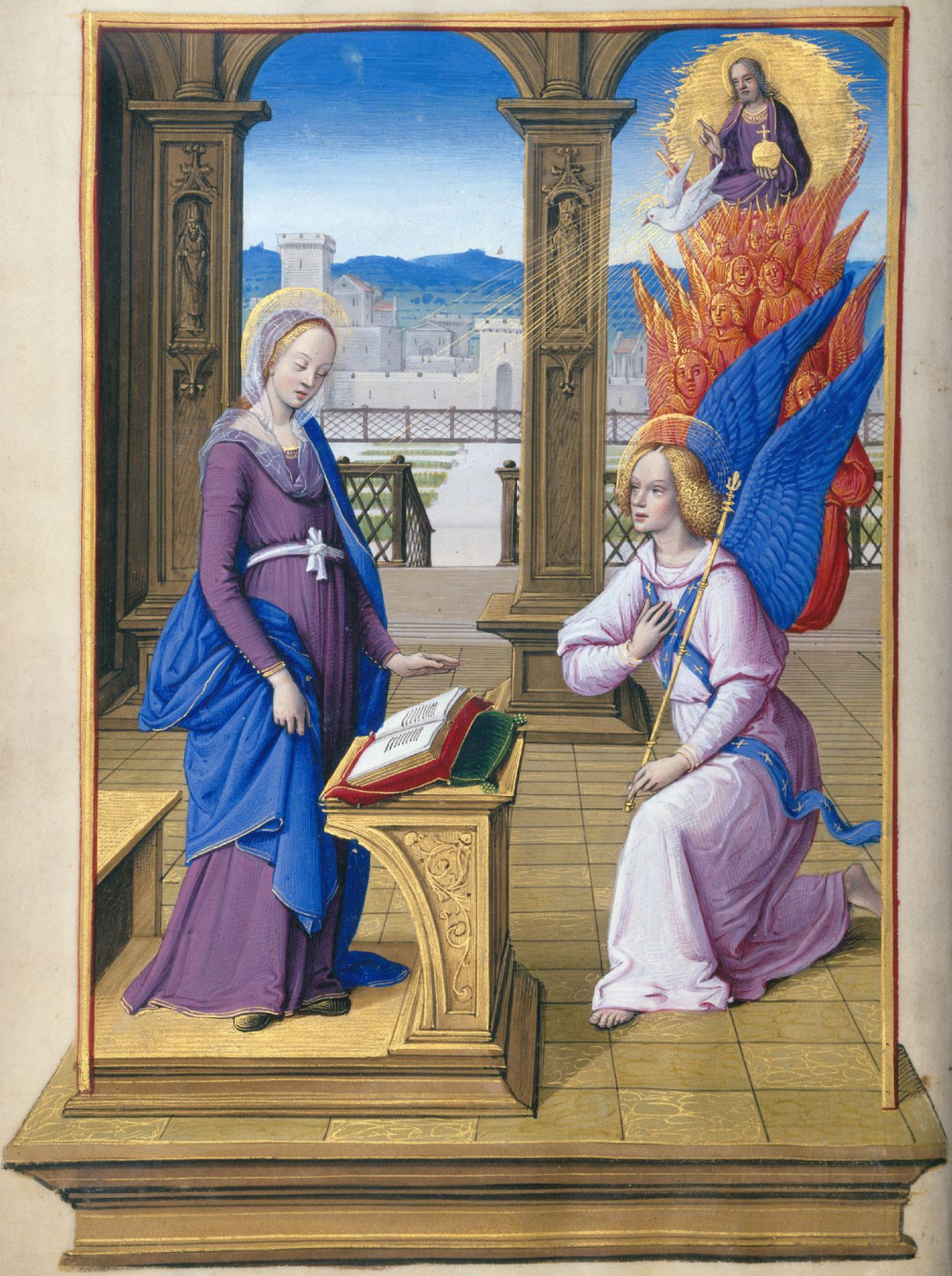
Getijdenboek van Hendrik VIII, f30v, Annunciatie

In de mariagetijden worden de gebedsstonden ingeleid met een volblad miniatuur.
- f30v - metten- De annunciatie.
- f40v – Lauden – Maria Visitatie
- f51v – Priem– De geboorte van Christus
- f56v – Terts– De aankondiging aan de herders
- f61v – Sext – De aanbidding der wijzen
- f65v – None– De opdracht in de tempel
- f69v – Vespers – De kindermoord in Bethlehem en de vlucht naar Egypte

De completen beginnen op f74r met een versierde initiaal van 3 lijnen hoog

### Andere getijden
De andere getijden worden ingeleid met een volbladminiatuur. In het dodenofficie worden de vespers ingeleid met een volbladminiatuur, de andere gebedsstonden beginnen met een combinatie van een gekleurde miniatuur en een monochrome miniatuur zoals in de kalender.
- f94v: Kruisgetijden: Kruisdraging
- f101v: H. Geestgetijden: Pinksteren
- f108v: Boetepsalmen: Koning David spreekt tot Uria
- f127v: Dodenofficie – vespers – Job op de mestvaalt
- f134v: Dodenofficie – metten – Het feestmaal van de rijke man en Lazarus die de brokken wil verzamelen en in de monochrome miniatuur de rijke man in de hel en Lazarus bij Abraham in de hemel.
- f168r: Gebeden van Gregorius: volbladminiatuur met de Gregoriusmis

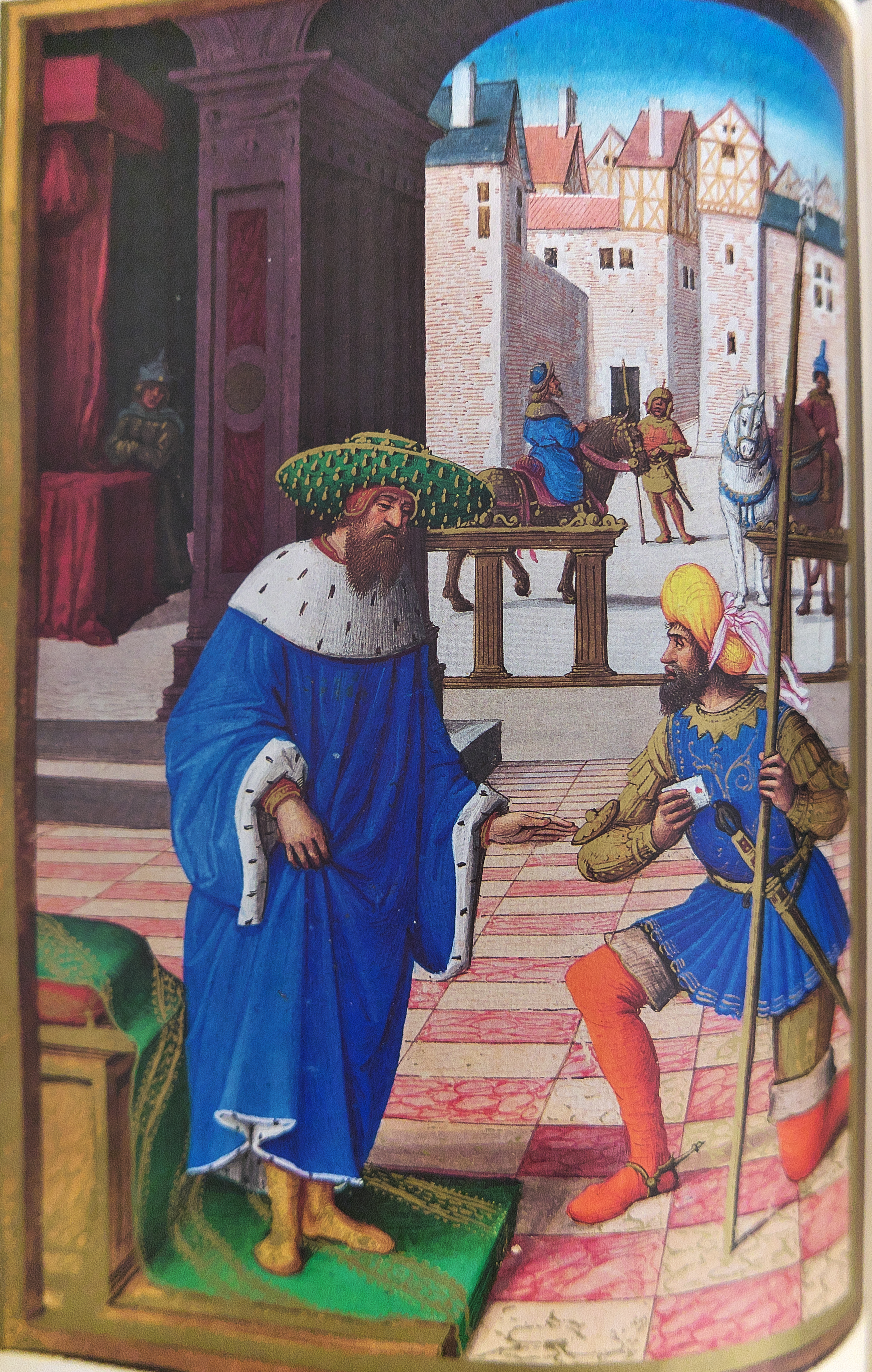
Getijdenboek van Hendrik VIII, f108v, Koning David spreekt tot Uria

### Suffragia
De suffragia worden ingeleid met een volbladminiatuur, daarna wordt het systeem met de dubbelminiatuur zoals in de kalender gebruikt. De lijst van afbeeldingen vindt men hierbij.
- f170r: de heilige Hiëronymus
- f171r: de Heilige Drievuldigheid; negen engelen zoals opgegeven in de “De Coelesti Hierarchia” van  de Pseudo-Dionysius.
- f172r: De aartsengel Michael verslaat de duivel; de opstandige engelen vallen in de hel
- f173r: Johannes de Doper en het doopsel van Christus; prediking door Johannes
- f174r: Johannes de evangelist daalt af in zijn graf; Johannes zegent de gifbeker terwijl het zevenkoppige beest van de Apocalyps toekijkt.
- f175r: Petrus en Paulus en de tovenaar Simon Magus ; de marteldood van Petrus en Paulus
- f176r: Jacobus de Meerdere en Hermogenes; de marteldood van Jacobus
- f177r: De heilige Filippus haalt de duivel uit een beeld van de god Mars; Filippus doopt de bekeerlingen
- f178r: De bekering van de heilige Christoffel; Christoffel steekt de rivier over met het Christuskind op zijn schouders
- f179r: De marteldood van de heilige Sebastiaan; het lijk van Sebastiaan wordt in een put gegooid
- f180v: Claudius van Besançon wekt iemand op uit de doden; pelgrims bidden voor het graf van Claudius
- f181v: De marteling van de heilige Adrianus; een cipier bewaakt de gevangen christenen die de bekering van Adrianus bewerkstelligden
- f182v: De heilige Nicolaas geeft goud aan de drie jonge meisjes voor hun bruidsschat; de drie kinderen die door hem gered werden in gebed voor Nicolaas

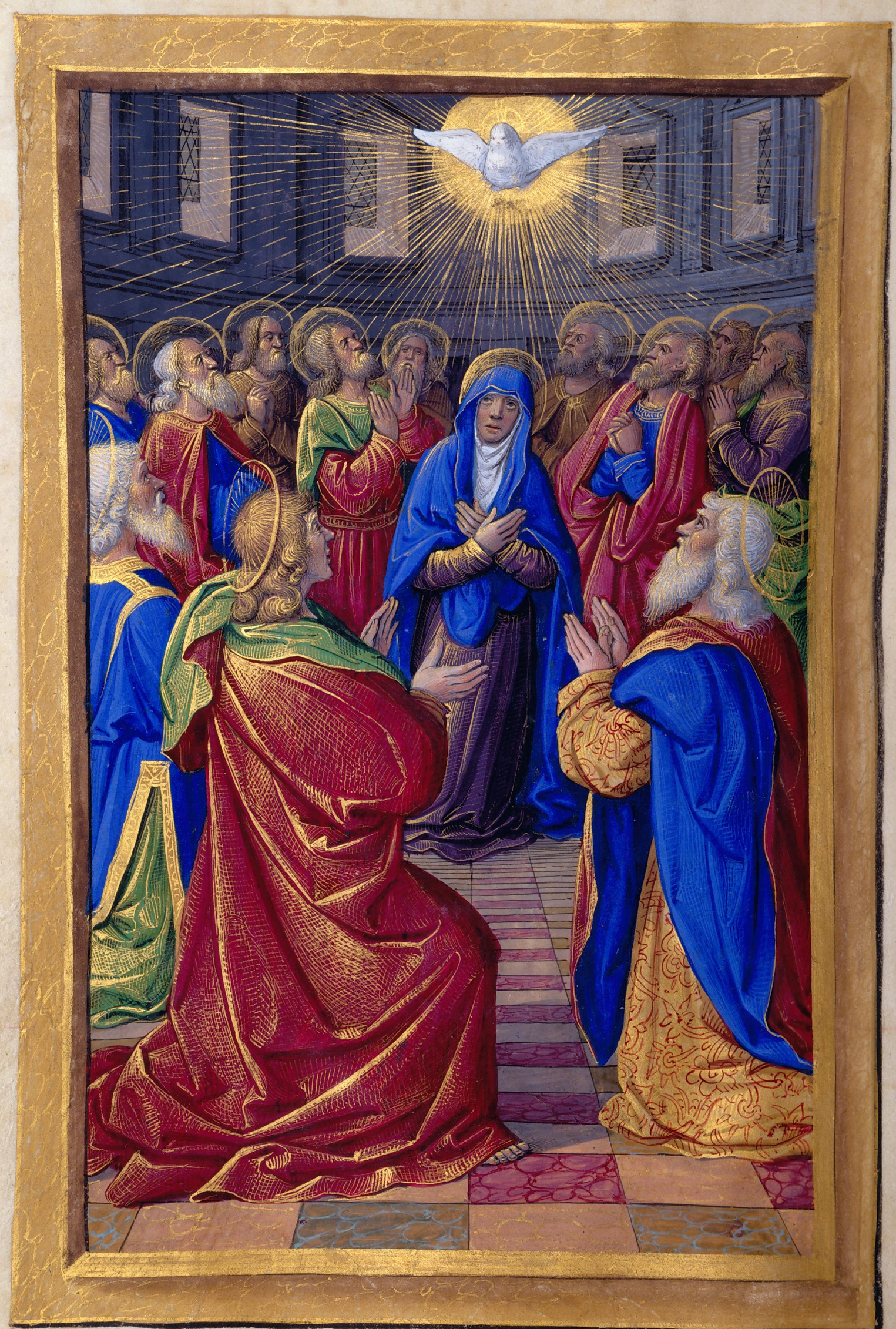
Getijdenboek van Hendrik VIII, f101v, Pinksteren

- f183v: De bekoring van Antonius van Egypte; Antonius in de wildernis
- f184v: De stigmatisatie van de heilige Franciscus; Franciscus in de vurige wagen
- f185v: Antonius van Padua en de knielende ezel; een predikende Antonius
- f186v: De heilige Anna geeft les aan Maria; Maria wordt naar de tempel gebracht
- f187v: Maria Magdalena wast de voeten van Christus; een heremiet kijkt naar de hemelvaart van Maria Magdalena[5]
- f188v: De heilige Catharina wordt gered van het radbraken; de onthoofding van Catharina
- f189v: De heilige Margaretha en de stadsprefect Olybrius; Margaretha en de draak
- f190v: De onthoofding van de heilige Barbara; Barbara bij haar toren
- f191v: De heilige Martha temt de draak Tarask; prediking door de heilige Martha
- f192v: Alle mannelijke heiligen; alle vrouwelijke heiligen

## Web links
- Gedetailleerde beschrijving van alle miniaturen op de website van The Morgan.
- alle miniaturen op de website van The Morgan.
- Filmpje van het handschrift op Ziereis facsimiles
- Filmpje van het handschrift op de website van Moleiro